# Samodães
Samodães is een plaats (freguesia) in de Portugese gemeente Lamego en telt 280 inwoners (2001).